# Q.E.D. Quod erat demonstrandum
Q.E.D. Quod erat demonstrandum este un film românesc din 2013 regizat de Andrei Gruzsniczki. Rolurile principale au fost interpretate de actorii Sorin Leoveanu, Ofelia Popii, Florin Piersic jr..

## Distribuție
Distribuția filmului este alcătuită din:
- Sorin Leoveanu — Sorin Pârvu
- Florin Piersic jr — Alecu Voican
- Medeea Marinescu — Soția lui Voican
- Tora Vasilescu — Mama lui Sorin
- Răzvan Popa — Decanul
- George Alexandru — Colonelul Deleanu
- Ofelia Popii — Elena Buciuman
- Mihai Călin — Profesorul Dima
- Dorian Boguță — Lucian Amohnoaiei
- Marc Titieni — David Buciuman
- Dan Tudor — Brediceanu
- Alina Berzunțeanu — Valeria Amohnoaiei
- Virgil Ogășanu — Martin Scăunașu, tatăl Elenei
- Ada Zamfira — Angela
- Paul Ipate — Iulică
- Șerban Pavlu — Șofer
- Lucian Ifrim — Ofițerul Marinescu